# Halsjön, Dalarna
Halsjön är en sjö i Vansbro kommun i Dalarna och ingår i Dalälvens huvudavrinningsområde. Sjön har en area på 1,34 kvadratkilometer och ligger 273 meter över havet.

## Delavrinningsområde
Halsjön ingår i det delavrinningsområde (671239-140829) som SMHI kallar för Utloppet av Halsjön. Medelhöjden är 282 meter över havet och ytan är 3,39 kvadratkilometer. Det finns inga avrinningsområden uppströms utan avrinningsområdet är högsta punkten. Vattendraget som avvattnar avrinningsområdet har biflödesordning 4, vilket innebär att vattnet flödar genom totalt 4 vattendrag innan det når havet efter 333 kilometer. Avrinningsområdet består mestadels av skog (54 procent). Avrinningsområdet har 1,31 kvadratkilometer vattenytor vilket ger det en sjöprocent på 38,6 procent.